# Mchinji
Mchinji – miasto w zachodnim Malawi, w Regionie Centralnym. Według danych na rok 2018 liczyło 28 tys. mieszkańców.